# The Con
The Con es el quinto álbum de estudio de Tegan and Sara que salió a la venta el 24 de julio del 2007 (El 18 de febrero del 2008 en el Reino Unido). Entre los invitados en el álbum se incluyen Jason McGerr de Death Cab for Cutie, Matt Sharp de The Rentals (en las canciones de Sara), Hunter Burgan de AFI (en las canciones de Tegan) y Kaki King.
El álbum está dedicado a Rita Clement y Burt Harris.

## Historia
Tal como lo anunciaron en su blog de MySpace, se lanzó una edición especial de CD/DVD al mismo tiempo que la versión de sólo CD. La versión de CD/DVD tiene un aviso (parental advisory) por blasfemias. Sin embargo el CD no contiene contenido explícito.
"Back in Your Head" fue el primer sencillo, "The Con" el segundo y "Call It Off" el tercero y último. La versión en vinilo del álbum incluye una copia promocional de "The Con" en formato CD. El vídeo de "Call It Off" salió el 15 de septiembre de 2008.
Según dicen en el DVD del álbum, Sugar, Spell It Out era un posible título para el álbum. El DVD también revela que la canción "The Con" iba a llamarse "Encircle Me" y "Like O, Like H" se llamaba al principio "SOS".
EE Storey, la directora artística del grupo, diseño el álbum.
Durante su gira mundial para este álbum, postearon una serie de videos llamados "Trailer Talk" en su perfil de MySpace
Se vendieron 1500 copias de las demos de The Con con fines benéficos en los conciertos.

## Críticas
The Con recibió críticas positivas por parte de los medios, consiguiendo un 80 de 100 en MetaCritic. El álbum debutó en el número 34 de la lista de Billboard 200 en EE. UU., vendiendo unas 19 000 copias en su primera semana. En su segunda semana, el álbum cayó fuera del top 50, hasta el puesto 69, vendiendo unas 10 000 copias esa semana, un total de 29 000.
Filter Magazine dice de The Con que es "espantosamente negro, pero con una oferta vibrante y característica, con un grupo que ha aprendido a aprovechar las subidas de energía, atenuándolas con un hermoso (incluso pastoral) pop-folk con un nuevo y profundo estilo de melacolía". PopMatters le da a The Con una puntuación de 8/10, llamándolo "muy, muy bueno. Para ser más precisos, es uno de los mejores álbumes de 2007 y uno de los mejores álbumes pop recientes".

## Temas
1. "I Was Married" (Sara Quin) – 1:36
2. "Relief Next to Me" (S. Quin) – 3:04
3. "The Con" (Tegan Quin) – 3:33
4. "Knife Going In" (S. Quin) – 2:13
5. "Are You Ten Years Ago" (T. Quin) – 3:21
6. "Back in Your Head" (S. Quin) – 3:00
7. "Hop a Plane" (T. Quin) – 1:53
8. "Soil, Soil" (T. Quin) – 1:27
9. "Burn Your Life Down" (S. Quin) – 2:26
10. "Nineteen" (T. Quin) – 3:00
11. "Floorplan" (S. Quin) – 3:41
12. "Like O, Like H" (S. Quin) – 2:43
13. "Dark Come Soon" (T. Quin) – 3:11
14. "Call It Off" (T. Quin) – 2:25

## DVD extras
- The Con: The Movie (Making of the album)
- Extras
  - Ptosis: Explicación
  - Ptosis Outtakes
  - Duct Tape Dreads
  - Feelings Report

## Integrantes
- Tegan Quin – guitarras, teclado, piano, voz
- Sara Quin – guitarras, teclado, piano, voz
- Christopher Walla – guitarras (6, 10), teclado (12), órgano (6), salero (6), platillos (5), pequeñas guitarras (5, 14), bajo (4, 9)
- Ted Gowans – guitarras (2, 3, 6, 7, 9, 10, 14), teclado (2, 4, 5, 6, 10, 11, 12, 13), órgano (13)
- Matt Sharp – bajo (1, 2, 6, 9, 11, 12) en todas las canciones de Sara
- Hunter Burgan – bajo (3, 7, 8, 10, 13, 14) en todas las canciones de Tegan
- Kaki King – steel guitarr (4), guitarra (11)
- Jason McGerr – batería, percusión